# Poupry
Poupry é uma comuna francesa na região administrativa do Centro, no departamento Eure-et-Loir. Estende-se por uma área de 14,71 km². Em 2010 a comuna tinha 109 habitantes (densidade: 7,4 hab./km²).